# Kia Nurse
Kia Nurse (ur. 22 lutego 1996 w Hamilton) – kanadyjska koszykarka występująca na pozycji rozgrywającej, reprezentantka kraju, od 2023 zawodniczka Seattle Storm w WNBA.
10 lutego 2021 dołączyła do Phoenix Mercury. 3 lutego 2023 została zawodniczką Seattle Storm.

## Osiągnięcia
Stan na 21 marca 2021, na podstawie, o ile nie zaznaczono inaczej.

### NCAA
- Mistrzyni:
  - NCAA (2015, 2016)
  - turnieju konferencji American Athletic (AAC 2015–2018)
  - sezonu regularnego konferencji AAC (2009)
- Uczestniczka rozgrywek NCAA Final Four (2015–2018)
- Defensywna zawodniczka roku:
  - NCAA (2018 według WBCA)[5]
  - konferencji AAC (2018)
- Najlepsza pierwszoroczna zawodniczka AAC (2015)
- Zaliczona do:
  - I składu:
    - AAC (2018)
    - najlepszych pierwszorocznych koszykarek AAC (2015)
    - NCAA Final Four (2017, 2018)

  - II składu AAC (2017)
  - III składu:
    - CoSIDA Academic All-America (2017)
    - AAC (2015, 2016)

### WNBA
- Wicemistrzyni WNBA (2021)
- Uczestniczka meczu gwiazd WNBA (2019)[6]

### Drużynowe
- Mistrzyni Australii (WNBL – 2019, 2020[7])

### Indywidualne
- MVP:
  - WNBL (2020)
  - miesiąca WNBL (październik 2018)
  - kolejki WNBL (1, 12 – 2018/2019)
- Laureatka nagrody WNBL Top Shooter Award (2020)
- Zaliczona do I składu WNBL (2020)

### Reprezentacja
- Mistrzyni:
  - Ameryki (2015, 2017)
  - igrzysk panamerykańskich (2015)
- Wicemistrzyni Ameryki (2013)
- Brąz mistrzostw:
  - świata U–17 (2012)
  - Ameryki U–16 (2011)
- Uczestniczka:
  - mistrzostw świata (2014 – 5. miejsce, 2018 – 7. miejsce)
  - igrzysk olimpijskich (2016 – 7. miejsce, 2024 – 11. miejsce[8])
- MVP mistrzostw Ameryki (2015)
- Zaliczona do I składu mistrzostw Ameryki (2015)